# Вальдаліга
Вальдаліга (ісп. Valdáliga) — муніципалітет в Іспанії, у складі автономної спільноти Кантабрія. Населення — 2306 осіб (2009).
Муніципалітет розташований на відстані близько 330 км на північ від Мадрида, 45 км на захід від Сантандера.
На території муніципалітету розташовані такі населені пункти: Кав'єдес, Лабарсес, Ламадрід, Ройс (адміністративний центр), Сан-Вісенте-дель-Монте, Ель-Техо, Тресеньйо.

## Демографія
Динаміка населення (INE ):

## Галерея зображень

Розташування муніципалітету